# Ioané Petritsi
Ioané Petritsi (en géorgien, იოანე პეტრიწი), appelé aussi dans certaines sources Ioané Tchimtchimeli, est un philosophe et traducteur géorgien du XIIe siècle, adepte du néo-platonisme.

## Éléments biographiques et travaux
Les données biographiques à son sujet sont très incertaines. D'après la tradition reçue, il serait né vers 1050 et mort vers 1125. Il aurait étudié à Constantinople sous Michel Psellos († 1078) et Jean Italos (condamné en 1082). Ensuite il aurait séjourné au monastère de Petritsoni (actuel monastère de Batchkovo, en Bulgarie), d'où il tirerait son surnom. Le roi géorgien David IV l'aurait ensuite fait venir au monastère de Ghélati, qu'il fonda en 1106 et qui fut le grand centre intellectuel de la Géorgie au XIIe siècle. Mais cette tradition est tardive et très mal étayée, et il semble, d'après les études récentes sur son œuvre, qu'il aurait plutôt vécu dans la seconde moitié du XIIe siècle.
Il a notamment traduit en géorgien les Éléments de théologie de Proclus (et produit un commentaire sur cet ouvrage), le traité Sur la nature de l'homme de Némésios d'Émèse, et des textes d'Aristote (les Topiques et le De l'interprétation). D'autres traductions lui sont attribuées (notamment de Flavius Josèphe), ainsi que des commentaires bibliques, des hymnes religieux, et une grammaire de la langue géorgienne.
Son legs principal est l'abondant commentaire des Éléments de théologie, constitué d'une introduction, d'un commentaire de chaque chapitre et d'un épilogue. Dans ce dernier, il insiste sur la concordance entre néo-platonisme et christianisme.
Vers 1248, le travail de Ioané Petritsi sur les Éléments de théologie fut traduit en arménien par un moine nommé Sviméon. Ce fut l'origine d'une tradition d'étude de la philosophie de Proclus à la fois en Géorgie et en Arménie.